# Cleveland (Tennessee)
Cleveland és una població dels Estats Units a l'estat de Tennessee. Segons el cens del 2000 tenia 37.192 habitants.

## Demografia
Segons el cens del 2000, Cleveland tenia 37.192 habitants, 15.037 habitatges, i 9.518 famílies. La densitat de població era de 575,5 habitants/km².
Dels 15.037 habitatges en un 28,4% hi vivien nens de menys de 18 anys, en un 46,6% hi vivien parelles casades, en un 13% dones solteres, i en un 36,7% no eren unitats familiars. En el 30,4% dels habitatges hi vivien persones soles el 10,8% de les quals corresponia a persones de 65 anys o més que vivien soles. El nombre mitjà de persones vivint en cada habitatge era de 2,33 i el nombre mitjà de persones que vivien en cada família era de 2,9.
Per edats la població es repartia de la següent manera: un 21,9% tenia menys de 18 anys, un 15,4% entre 18 i 24, un 27,6% entre 25 i 44, un 21,2% de 45 a 60 i un 13,9% 65 anys o més.
L'edat mediana era de 34 anys. Per cada 100 dones de 18 o més anys hi havia 85 homes.
La renda mediana per habitatge era de 30.098 $ i la renda mediana per família de 40.150 $. Els homes tenien una renda mediana de 30.763 $ mentre que les dones 21.480 $. La renda per capita de la població era de 18.316 $. Entorn de l'11,3% de les famílies i el 16,1% de la població estaven per davall del llindar de pobresa.

## Poblacions properes
El següent diagrama mostra les poblacions més properes.